# 이태란
이태란(李泰蘭, 1975년 5월 6일 (음력 3월 25일) ~ )은 대한민국의 배우이다.

## 생애
고등학교 졸업 후 바로 취직해 회사를 다니고 있던 도중, 1997년 SBS 톱 탤런트대회에 도전하였고, 대상을 수상하며 데뷔하였다. SBS 일일시트콤 《순풍산부인과》에 출연하며 이름을 알렸다. 일일 드라마와 주말 드라마에서 준수한 연기로 인기를 끌었다. 문영남 작가와 함께 한 《장밋빛 인생》, 《소문난 칠공주》, 《왕가네 식구들》이 모두 40%를 돌파하며 흥행을 거두었다.

## 학력
- 서울홍파초등학교 (졸업)
- 정화여자중학교 (졸업)
- 해성여자상업고등학교 (졸업)
- 한양대학교 연극영화학과 (졸업)

## 경력
| 연도   | 사항                          |
| ------ | ----------------------------- |
| 2009.4 | 마포행복나눔푸드마켓 홍보대사 |

## 연기 활동

### 광고
- 1999년 위니아전자 싹싹이청소기틈새까지
- 2000년 존슨앤드존슨 존슨즈PH5.5바디워시·5훼이셜워시
- 2000년 쌍방울 트라이
- 2000년 ~ 2001년 이노센트가구
- 2001년 휴온스 니조랄
- 2010년 파크랜드 프렐린
- 2010년 서희건설 달서AK그랑폴리스
- 2015년 한국먼디파마 지노베타딘

### 드라마 출연
대한민국

### 타사
- 1997년 SBS 수목드라마 《형제의 강》 ... 공장 여직공 역
- 1997년 SBS 일일연속극 《지평선 너머》 ... 조수희 역
- 1998년 SBS 일일시트콤 《순풍산부인과》 ... 오태란 역
- 1998년 SBS 드라마스페셜 《내 마음을 뺏어봐》 ... 은희수 역
- 1998년 SBS 일일연속극 《7인의 신부》 ... 유난희 역
- 1999년 MBC 단막극 《MBC 베스트극장 - 뻐꾸기 아빠》 ... 민채원 역
- 1999년 MBC 미니시리즈 《안녕 내 사랑》 ... 최희정 역
- 1999년 MBC 일일연속극 《날마다 행복해》 ... 구유정 역
- 2000년 MBC 주말연속극 《사랑은 아무나 하나》 ... 서희주 역
- 2001년 MBC 일요아침드라마 《어쩌면 좋아》 ... 유리 역
- 2001년 MBC 대하드라마 《홍국영》 ... 서씨 역
- 2003년 SBS 주말극장 《애정만세》 ... 민주 역
- 2004년 MBC 미니시리즈 《결혼하고 싶은 여자》 ... 진순애 역
- 2013년 SBS 주말특별기획 《결혼의 여신》 ... 홍혜정 역
- 2015년 MBC 주말연속극 《여자를 울려》 ... 최홍란 역
- 2022년 채널 A 설 특집 2부작 드라마 《드라이버》... 미선 역
- 2012년 JTBC 미니시리즈 《아내의 자격》 ... 홍지선 역
- 2018년 JTBC 금토드라마 《SKY 캐슬》 ... 이수임 역
- 2022년 MBN 드라마 《더 드라이버》 ... 미선 역
- 2023년 tvN 월화드라마 《이로운 사기》... 장경자 역 (특별출연)

### KBS
- 2002년 KBS2 주말연속극 《내사랑 누굴까》 ... 이하나 역
- 2003년 KBS1 일일연속극 《노란 손수건》 ... 윤자영 역
- 2005년 KBS2 미니시리즈 《장밋빛 인생》 ... 맹영이 역
- 2006년 KBS2 주말연속극 《소문난 칠공주》 ... 나설칠 역
- 2008년 KBS2 주말연속극 《내 사랑 금지옥엽》 ... 장인호 역
- 2010년 KBS1 6.25전쟁 60주년 특별기획드라마 《전우》 ... 이수경 역
- 2013년 KBS2 주말연속극 《왕가네 식구들》 ... 왕호박 역
- 2025년 KBS2 주말드라마 《화려한 날들》 ... 고성희 역

### 중국 드라마 출연 주연
- 2001년 《모던 패밀리》
- 2010년 후난위성텔레비전 제일주파극장 《운상적유혹》... 서림 역
- 2011년 《제금: 가면의 비밀》
- 2012년 저장 위성 텔레비전 중국람 극장 《왕후의 꽃》... 한영주 역
- 2013년 《왕일정회》

### 영화 출연
| 연도 | 제목            | 역할      | 비고     |
| ---- | --------------- | --------- | -------- |
| 1998 | 남자이야기      | 희경      |          |
| 2005 | 투사부일체      | 미란 언니 | 우정출연 |
| 2007 | 어깨너머의 연인 | 윤희수    |          |
| 2014 | 마이보이        | 엄마      |          |
| 2015 | 헬머니          | 미희      |          |
| 2015 | 적도            | 윤희선    | 특별출연 |
| 2016 | 두 번째 스물    | 민하      |          |
| 2020 | 포가튼 러브     | 여자      |          |

## 연기 외 활동

### 예능
- 2016년 tvN 렛미홈 (진행)

### 교양
- 2024년 MBC 생방송 행복드림 로또 6/45 - 게스트 1110회

## 수상 경력
| 연도 | 사항                                                   |
| ---- | ------------------------------------------------------ |
| 1997 | SBS 톱 탤런트 대상                                     |
| 1998 | SBS 연기대상 신인 연기자상                             |
| 1999 | MBC 연기대상 여자신인상                                |
| 2002 | KBS 연기대상 우수연기상                                |
| 2003 | KBS 연기대상 최우수연기상                              |
| 2005 | KBS 연기대상 인기상                                    |
| 2006 | KBS 연기대상 최우수연기상                              |
| 2010 | 제4회 스타대전 최고의 한류스타상                       |
| 2010 | 제4회 푸드뱅크 식품나눔 전국대회 보건복지부장관 감사패 |
| 2013 | 제7회 푸드뱅크 식품나눔 전국대회 보건복지부장관 표창   |
| 2013 | KBS 연기대상 장편드라마부문 여자 우수연기상            |

## 참고 사항
- 2002년 7월 20일부터 iTV에서 주말 밤 11시 30분에 편성됐지만 그 해 9월 7일부터 주말 9시 5분으로 시간대가 조정된 《모던 패밀리》(워 아이 니)의 주인공을 맡았다.[1] 이 작품은 역대 iTV 한중 드라마 중 처음으로 한국 배우가 주연을 맡았다. 《모던 패밀리》 후속작 《아파트》는 《모던 패밀리》가 그랬던 것처럼 한국 배우(안재욱)가[2] 주인공으로 출연했다.